# Independent Spirit Award per la miglior fotografia
L'Independent Spirit Award per la miglior fotografia (Independent Spirit Award for Best Photography) è un premio cinematografico statunitense assegnato annualmente dal 1986.
Il plurivincitore di questo riconoscimento è Declan Quinn, che l'ha ricevuto tre volte: nel 1996 per Via da Las Vegas, nel 1998 per Kamasutra e nel 2004 per In America - Il sogno che non c'era.

## Vincitori e candidati
I vincitori sono indicati in grassetto, a seguire gli altri candidati.

### Anni 1980
- 1986: Toyomichi Kurita - Stati di alterazione progressiva (Trouble in Mind)
  - Michael Ballhaus - Fuori orario (After Hours)
  - Barry Sonnenfeld - Blood Simple - Sangue facile (Blood Simple.)
  - Michael G. Chin - Dim Sum: A Little Bit of Heart
- 1987: Robert Richardson - Platoon
  - Frederick Elmes - Velluto blu (Blue Velvet)
  - Robby Müller - Daunbailò (Down by Law)
  - Robert Richardson - Salvador
  - Edward Lachman - True Stories
- 1988: Haskell Wexler - Matewan
  - Robby Müller - Barfly
  - Fred Murphy - The Dead - Gente di Dublino (The Dead)
  - Amir M. Mokri - Slamdance - Il delitto di mezzanotte (Slam Dance)
  - John Bailey - I ragazzi duri non ballano (Tough Guys Don't Dance)
- 1989: Sven Nykvist - L'insostenibile leggerezza dell'essere (The Unbearable Lightness of Being)
  - Toyomichi Kurita - Moderns (The Moderns)
  - Gregory M. Cummins - Patti Rocks
  - Tom Richmond - La forza della volontà (Stand and Deliver)
  - Robert Richardson - Talk Radio

### Anni 1990
- 1990: Robert D. Yeoman - Drugstore Cowboy
  - Oliver Stapleton - Le ragazze della Terra sono facili (Earth Girls Are Easy)
  - Robby Müller - Mystery Train - Martedì notte a Memphis (Mystery Train)
  - Toyomichi Kurita - Oltre la riserva (Powwow Highway)
  - Rob Tregenza - Talking to Strangers
- 1991: Frederick Elmes - Cuore selvaggio (Wild at Heart)
  - Peter Deming - House Party
  - Bojan Bazelli - King of New York
  - Amir M. Mokri - Life Is Cheap... But Toilet Paper Is Expensive
  - Robert M. Young - Tutti contro Harry (The Plot Against Harry)
- 1992: Walt Lloyd - Delitti e segreti (Kafka)
  - Roger Deakins - Homicide
  - Eric Alan Edwards e John J. Campbell - Belli e dannati (My Own Private Idaho)
  - Tom Richmond - Pastime
  - Johnny E. Jensen - Rosa Scompiglio e i suoi amanti (Rambling Rose)
- 1993: Frederick Elmes - Taxisti di notte (Night on Earth)
  - Jon Jost - Tutti i Vermeer a New York (All the Vermeers in New York)
  - Jean de Segonzac - Laws of Gravity - Leggi di gravità (Laws of Gravity)
  - Edward Lachman - Lo spacciatore (Light Sleeper)
  - Ellen Kuras - Swoon
- 1994: Lisa Rinzler - Nella giungla di cemento (Menace II Society)
  - James R. Bagdonas - American Heart
  - Nancy Schreiber - Chain of Desire
  - Elliot Davis - Equinox
  - Alex Vlacos - Ruby in Paradiso (Ruby in Paradise)
- 1995: John Thomas - Barcelona
  - Stevan Larner - Scelte proibite (The Beans of Egypt, Maine)
  - Alexander Gruszynski - Così mi piace (I Like It Like That)
  - Greg Gardiner - Suture
  - Jong Lin - Mangiare bere uomo donna (Yin shi nan nu)
- 1996: Declan Quinn - Via da Las Vegas (Leaving Las Vegas)
  - Tim Richmond - Little Odessa
  - Jim Denault - Nadja
  - Elliot Davis - Torbide ossessioni (Underneath)
  - Newton Thomas Sigel - I soliti sospetti (The Usual Suspects)
- 1997: Roger Deakins - Fargo
  - Bill Pope - Bound - Torbido inganno (Bound)
  - Rob Sweeney - Color of a Brisk and Leaping Day
  - Robby Müller - Dead Man
  - Ken Kelsch - Fratelli (The Funeral)
- 1998: Declan Quinn - Kamasutra (Kama Sutra: A Tale of Love)
  - Alex Vendler - The Bible and Gun Club
  - Frank G. DeMarco - Habit
  - Michael F. Barrow e John Foster - Sunday
  - Robert Elswit - Sydney
- 1999: Maryse Alberti - Velvet Goldmine
  - Paul Sarossy - Affliction
  - Malik Hassan Sayeed - Belly
  - Tami Reiker - High Art
  - Matthew Libatique - π - Il teorema del delirio (π)

### Anni 2000
- 2000: Lisa Rinzler - Tre stagioni (Three Seasons)
  - Harlan Bosmajian - La ciudad
  - Jeffrey Seckendorf - Judy Berlin
  - Anthony Dod Mantle - Julien Donkey-Boy
  - M. David Mullen - Twin Falls Idaho
- 2001: Matthew Libatique - Requiem for a Dream
  - Xavier Pérez Grobet e Guillermo Rosas - Prima che sia notte (Before Night Falls)
  - Tim Orr - George Washington
  - John de Borman - Hamlet 2000 (Hamlet)
  - Lou Bogue - L'ombra del vampiro (Shadow of the Vampire)
- 2002: Peter Deming - Mulholland Drive
  - W. Mott Hupfel III - The American Astronaut
  - Giles Nuttgens - I segreti del lago (The Deep End)
  - Frank G. DeMarco - Hedwig - La diva con qualcosa in più (Hedwig and the Angry Inch)
  - Wally Pfister - Memento
- 2003: Edward Lachman - Lontano dal Paradiso (Far from Heaven)
  - Harris Savides - Gerry
  - Richard Rutkowski - Interview with the Assassin
  - Alex Nepomniaschy - Narc - Analisi di un delitto (Narc)
  - Ellen Kuras - Personal Velocity - Il momento giusto (Personal Velocity: Three Portraits)
- 2004: Declan Quinn - In America - Il sogno che non c'era (In America)
  - Harris Savides - Elephant
  - M. David Mullen - Northfork
  - Mandy Walker - L'inventore di favole (Shattered Glass)
  - Derek Cianfrance - Streets of Legend
- 2005: Éric Gautier - I diari della motocicletta (Diarios de motocicleta)
  - Tim Orr - Dandelion
  - David Greene - Redemption: The Stan Tookie Williams Story
  - Ryan Little - Saints and Soldiers
  - Maryse Alberti - I giochi dei grandi (We Don't Live Here Anymore)
- 2006: Robert Elswit - Good Night, and Good Luck.
  - Adam Kimmel - Truman Capote - A sangue freddo (Capote)
  - John Foster - Keane
  - Harris Savides - Last Days
  - Chris Menges - Le tre sepolture (The Three Burials of Melquiades Estrada)
- 2007: Guillermo Navarro - Il labirinto del fauno (El laberinto del fauno)
  - Anthony Dod Mantle - Brothers of the Head
  - Arin Crumley - Four Eyed Monsters
  - Michael Simmonds - Man Push Cart
  - Aaron Platt - Wild Tigers I Have Known
- 2008: Janusz Kaminski - Lo scafandro e la farfalla (Le scaphandre et le papillon)
  - W. Mott Hupfel III - La famiglia Savage (The Savages)
  - Rodrigo Prieto - Lussuria - Seduzione e tradimento (Se, jie)
  - Milton Kam - Vanaja
  - Mihai Malaimare Jr. - Un'altra giovinezza (Youth Without Youth)
- 2009: Maryse Alberti - The Wrestler
  - Lol Crawley - Ballast
  - James Laxton - Medicine for Melancholy
  - Harris Savides - Milk
  - Michael Simmonds - Chop Shop

### Anni 2010
- 2010: Roger Deakins - A Serious Man
  - Andrij Parekh - Cold Souls
  - Peter Zeitlinger - Il cattivo tenente - Ultima chiamata New Orleans (Bad Lieutenant: Port of Call New Orleans)
  - Adriano Goldman - Sin Nombre
  - Anne Misawa - Treeless Mountain

- 2011: Matthew Libatique - Il cigno nero (Black Swan)
  - Adam Kimmel - Non lasciarmi (Never Let Me Go)
  - Jody Lee Lipes - Tiny Furniture
  - Michael McDonough - Un gelido inverno (Winter's Bone)
  - Harris Savides - Lo stravagante mondo di Greenberg (Greenberg)

- 2012: Guillaume Schiffman - The Artist
  - Joel Hodge - Bellflower
  - Benjamin Kasulke - The Off Hours
  - Darius Khondji - Midnight in Paris
  - Jeffrey Waldron - The Dynamiter

- 2013: Ben Richardson - Re della terra selvaggia (Beasts of the Southern Wild)
  - Yoni Brook - Valley of Saints
  - Lol Crawley - Here
  - Roman Vas'janov - End of Watch - Tolleranza zero (End of Watch)
  - Robert Yeoman - Moonrise Kingdom - Una fuga d'amore (Moonrise Kingdom)

- 2014: Sean Bobbitt - 12 anni schiavo (12 Years a Slave)
  - Benoît Debie - Spring Breakers - Una vacanza da sballo (Spring Breakers)
  - Bruno Delbonnel - A proposito di Davis (Inside Llewyn Davis)
  - Frank G. Demarco - All Is Lost - Tutto è perduto (All Is Lost)
  - Matthias Grunsky - Computer Chess

- 2015: Emmanuel Lubezki - Birdman
  - Lyle Vincent - A Girl Walks Home Alone at Night
  - Darius Khondji - C'era una volta a New York (The Immigrant)
  - Sean Porter - It Felt Like Love
  - Bradford Young - Selma - La strada per la libertà (Selma)

- 2016: Ed Lachman - Carol
  - Cary Joji Fukunaga - Beasts of No Nation
  - Joshua James Richards - Songs My Brothers Taught Me
  - Michael Gioulakis - It Follows
  - Reed Morano - Meadowland - Scomparso (Meadowland)

- 2017: James Laxton - Moonlight
  - Ava Berkofsky - Free in Deed
  - Lol Crawley - The Childhood of a Leader - L'infanzia di un capo (The Childhood of a Leader)
  - Zach Kuperstein - The Eyes of My Mother
  - Robbie Ryan - American Honey

- 2018: Sayomphu Mukdiphrom - Chiamami col tuo nome (Call Me by Your Name)
  - Thimios Bakatakis - Il sacrificio del cervo sacro (The Killing of a Sacred Deer)
  - Elisha Christian - Columbus
  - Hélène Louvart - Beach Rats
  - Joshua James Richards - The Rider - Il sogno di un cowboy (The Rider)

- 2019: Sayomphu Mukdiphrom - Suspiria
  - Ashley Connor - Madeline's Madeline
  - Diego Garcia - Wildlife
  - Benjamin Loeb - Mandy
  - Zak Mulligan - Quando eravamo fratelli (We the Animals)

### Anni 2020
- 2020: Jarin Blaschke - The Lighthouse
  - Todd Banhazl - Le ragazze di Wall Street - Business Is Business (Hustlers)
  - Natasha Braier - Honey Boy
  - Chananun Chotrungroj - The Third Wife
  - Pawel Pogorzelski - Midsommar - Il villaggio dei dannati (Midsommar)
- 2021[4]: Joshua James Richards - Nomadland
  - Jay Keitel - She Dies Tomorrow
  - Shabier Kirchner - Bull
  - Michael Latham - The Assistant
  - Hélène Louvart - Mai raramente a volte sempre (Never Rarely Sometimes Always)
- 2022: Eduard Grau - Due donne - Passing (Passing)
  - Ante Cheng e Matthew Chuang - Blue Bayou
  - Lol Crawley - The Humans
  - Tim Curtin - A Chiara
  - Ari Wegner - Zola

- 2023: Florian Hoffemeister - Tár
  - Hélène Louvart - Murina
  - Gregory Oke - Aftersun
  - Eliot Rockett - Pearl
  - Anisia Uzeyman - Neptune Frost

- 2024: Eigil Bryld - The Holdovers - Lezioni di vita
  - Katelin Arzimendi - Monica
  - Jomo Fray - All Dirt Roads Taste of Salt
  - Pablo Lozano - Chronicles of a Wandering Saint
  - Pat Scola - We Grown Now